# Délire à deux
Délire à deux est une pièce de théâtre en un acte d'Eugène Ionesco créée en avril 1962 au Studio des Champs-Élysées dans une mise en scène d'Antoine Bourseiller.

## Personnages et distribution à la création
- Lui : Yves Peneau
- Elle : Tsilla Chelton
- Un soldat
- Les voisins.

## Argument
La tortue et le limaçon, est-ce le même animal ? Sur cette question un homme et une femme se disputent âprement tandis que du dehors proviennent les bruits d'une guerre. Par bribes, dans leurs arguments et leurs répliques, leur histoire personnelle se reconstruit, alors que les effets des combats deviennent sensibles - des gravats tombent 
du plafond, les murs s'écroulent. Des commentaires et des réactions toutes pragmatiques - boucher la fenêtre, barricader la porte - font dévier temporairement l'attention du couple de leur querelle. Mais 
quand, à l'extérieur, la guerre finit et commence la fête, ils reprennent leur dispute envenimée.
La pièce serait un banal commentaire politique sur la société contemporaine, si l'on ne s'interroge pas sur les rapports entre langage et réalité qui sont mis en spectacle. Au-delà de la simple logique du vrai ou faux on aperçoit comment la véhémence du langage personnalisé rivalise avec la violence de l'histoire impersonnelle.

## Adaptations
Délire à deux - Adaptation TV réalisée par Michel Mitrani en 1968